# Arturo Martínez
Arturo Amador Martínez Molina (Rancagua, 8 de marzo de 1943) es un sindicalista y político chileno. Fue el presidente de la Central Unitaria de Trabajadores de Chile (CUT) entre 2000 y 2012. Es militante del Partido Socialista de Chile (PS).

## Carrera sindical
Nació en Rancagua. Sus estudios secundarios los realizó en la escuela nocturna y luego en la Escuela Nacional de Artes Gráficas, donde se titula de tipógrafo y prensista Offset. Desde muy joven se involucra en el sindicalismo, convirtiéndose en dirigente sindical de la industria de plásticos Mapoleno en 1963. En 1966 fue elegido presidente del sindicato Poliflex y, en 1968, presidente del sindicato de la fábrica de aluminios Alumsa. Ese mismo año asumió como dirigente nacional del gremio de los trabajadores gráficos y se integró a la directiva del provincial Santiago de la Central Única de Trabajadores (CUT).
Tras el golpe de Estado del 11 de septiembre de 1973 y la disolución de la CUT por la dictadura militar, fue uno de los gestores de la Coordinadora Nacional Sindical (CNS), organismo que jugó un papel fundamental en la reestructuración del movimiento sindical, y donde ocupó la vicepresidencia en 1975.
Paralelamente a su actividad sindical, realizó estudios de perfeccionamiento en Economía Política en la Universidad Católica (1969), y postgrados en Seguridad Social (1976), Análisis de Legislación Laboral, Contrato Individual y Negociación Colectiva (1981) en la Escuela de Economía de la misma casa de estudios.
En 1980 participó en la creación la Confederación Nacional Gráfica (CONAGRA), en la que llegó a ser su presidente. En junio de 1981, junto con otros sindicalistas, presentó un documento llamado el "Pliego Nacional", el cual contenía una serie de reivindicaciones laborales, por lo cual el régimen ordenó encarcelar a los principales dirigentes, entre los que estaba Martínez, quien por ello adquirió prestigio nacional e internacional. Al año siguiente asumió como primer vicepresidente de la CNS y, en 1983, como secretario general del recién creado Comando Nacional de Trabajadores (CNT).

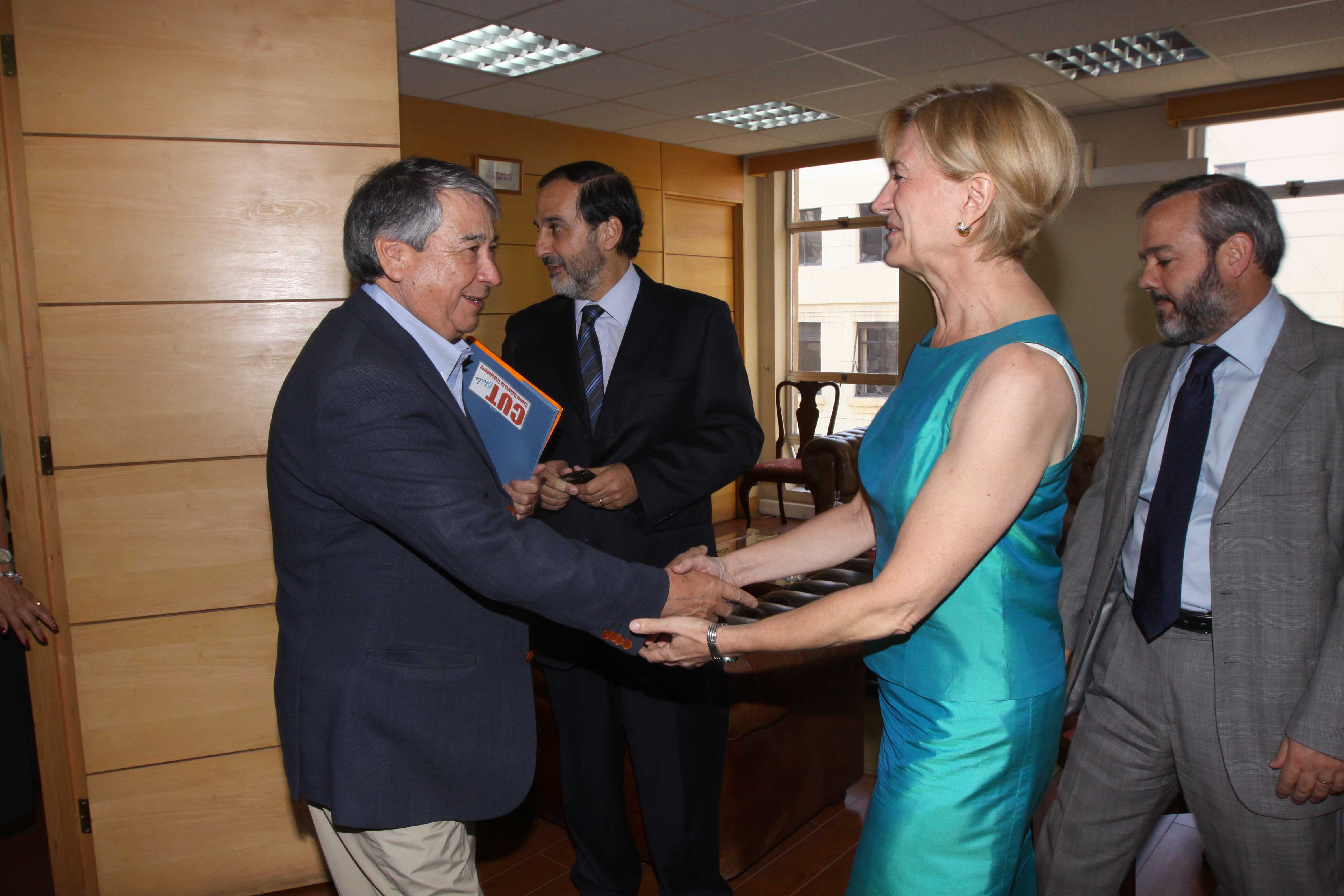
Martínez junto a Evelyn Matthei, ministra del Trabajo y Previsión Social en 2011.

En 1988 fue creada la Central Unitaria de Trabajadores (CUT), heredera de la antigua Central Única de Trabajadores, en donde Martínez ocupó la vicepresidencia. Acusado de subversión, la dictadura relegó a su presidente, Manuel Bustos a Parral, y a su vicepresidente, Arturo Martínez, a Chañaral, la cual culminó el 26 de octubre de 1989.[cita requerida]
En 1991 fue nombrado presidente de la Comisión Organizadora del Primer Congreso Nacional Ordinario de la CUT y elegido como primer vicepresidente y encargado de relaciones nacionales. En dicho puesto, asumió el proceso de legalización de la Central, que se efectuó en abril de 1992. Entre los años 1996 y 1998 ejerció como tercer vicepresidente de la CUT y en 1999 como secretario general. En 2000 fue elegido presidente Nacional de la CUT, reelecto en 2004 y 2008. En 2012 se presentó a la reelección, pero perdió ante la representante del Partido Comunista de Chile Bárbara Figueroa, sin embargo, asumió la secretaría general de la colectividad.

## Carrera política
Fue militante del Movimiento de Acción Popular Unitaria (MAPU) en la década de 1970, y posteriormente pasó al Partido Socialista de Chile (PS). Ha estado ligado a varias tendencias en ese partido; en la década de 1980 integró la "Megatendencia" junto a Marcelo Schilling y Jaime Gazmuri, apoyó a la directiva de Gonzalo Martner (2003-2005) y recientemente ha integrado la "Nueva Izquierda", formando parte de la directiva encabezada por Camilo Escalona en 2010.
En 1995 su militancia en el PS fue suspendida por aceptar el apoyo de sectores de la Unión Demócrata Independiente (UDI) a su candidatura a la presidencia de la CUT, que finalmente perdería.
Escalona le habría ofrecido ocupar el cupo parlamentario que quedó vacante tras la muerte del diputado Juan Bustos en 2008, sin embargo Martínez lo rechazó. En las elecciones parlamentarias de 2009 fue candidato a diputado por Colina, Lampa, Tiltil, Pudahuel y Quilicura, por lo cual dejó momentáneamente la presidencia de la CUT. En la elección obtuvo el 23,5% de los votos, pero no resultó elegido.

## Premios y reconocimientos
Martínez ha obtenido los siguientes galardones:[cita requerida]
- "Premio del Movimiento Obrero Sueco por la Paz y la Libertad" (1989)
- "Orden al Mérito de la República Italiana, en el grado de Comendador" (1995)

## Historial electoral

### Elecciones parlamentarias de 2009
- Elecciones parlamentarias de 2009 a Diputado por el distrito 16 (Colina, Lampa, Tiltil, Pudahuel y Quilicura)[10]

| Candidato                          | Pacto                    | Partido | Votos  | %     | Resultado |
| ---------------------------------- | ------------------------ | ------- | ------ | ----- | --------- |
| Patricio Melero Abaroa             | Coalición por el Cambio  | UDI     | 58.090 | 35,43 | Diputado  |
| Gabriel Silber Romo                | Concertación Democrática | PDC     | 48.164 | 29,37 | Diputado  |
| Arturo Martínez                    | Concertación Democrática | PS      | 38.536 | 23,50 |           |
| Hernán Ortiz Gálvez                | Coalición por el Cambio  | RN      | 13.789 | 8,41  |           |
| César Alejandro Montenegro Ampuero | Nueva Mayoría para Chile | PH      | 5.364  | 3,27  |           |